# Dark Energy Survey
Dark Energy Survey (DES, з англ. — «Огляд темної енергії») — це астрономічний огляд у видимій і ближній інфрачервоній області спектра, метою якого є вивчення динаміки розширення Всесвіту і зростання великомасштабної структури Всесвіту. Проєкт є результатом співпраці дослідних інститутів і університетів з США, Австралії, Бразилії, Великої Британії, Німеччини, Іспанії та Швейцарії.
Фотографування неба здійснювалося за допомогою 4-метрового телескопа імені Віктора Бланко, розташованого в Міжамериканській обсерваторії Серро Тололо (CTIO) в Чилі, оснащеного Dark Energy Camera (DECam, з англ. — «камера темної енергії»). У порівнянні з попередніми інструментами, цей прилад має вищу чутливість зображення в червоній частині видимого спектра та в ближній інфрачервоній області.
Перевагою DECam є ширина поля зору (діаметр 2,2 градуси), яка є одною з найбільших серед наземних інструментів для наземної оптичної та інфрачервоної візуалізації. Під час огляду було отримано зображення 5000 квадратних градусів південного неба в області, яка частково перетинається з цільовими областями, зробленого з використанням Південного полярного телескопа і «смугою 82» Слоанівського цифрового огляду неба (здебільшого в обхід Чумацького Шляху). Для завершення огляду було потрібно 758 ночей спостережень протягом шестирічного терміну досліджень, при цьому область знімання була відображена десять разів з використанням п'яти фотометричних фільтрів (g, r, i, z і Y). DES офіційно почав роботу в серпні 2013 року та завершив спостереження 9 січня 2019 року.
До серпня 2019 року на основі даних проєкту було опубліковано близько 200 наукових робіт. Основними науковими результатами є:
- точне вимірювання структури темної матерії та її зіставлення з результатами досліджень реліктового випромінювання, що дозволяє простежити еволюцію Всесвіту;
- відкриття кількох карликових галактик, що є супутниками Чумацького Шляху;
- створення найточнішої карти темної матерії у Всесвіті;
- виявлення наднових у віддалених галактиках, в тому числі найвіддаленішої від нас з відомих наднових;
- відкриття кількох малих тіл Сонячної Системи[5].

У січні 2018 року було надано відкритий доступ до першої, а в січні 2021 року — до другої частини даних, отриманих проєктом. До складу викладеного матеріалу входять зображення, каталог астрономічних об'єктів, створений на їх основі, і пов'язані набори даних. Каталог містить дані приблизно про 691 мільйон об'єктів, з яких 543 мільйони класифіковані як галактики, а 145 мільйонів — як зірки. Яскравість об'єктів виміряна з точністю до 0,01 m, місцеперебування з точністю приблизно 27 мілісекунд дуги. Це один із найбільших каталогів астрономічних об'єктів.